# Sobór św. Mikołaja i Zaśnięcia Matki Bożej w Kołomyi
Sobór św. Mikołaja i Zaśnięcia Matki Bożej – prawosławna cerkiew parafialna w Kołomyi, w eparchii perejasławskiej i wiszniewskiej Kościoła Prawosławnego Ukrainy.
Obiekt znajduje się przy bulwarze Łesi Ukrainki 2A.
Sobór został zaprojektowany przez miejscowego architekta Wiktora Macaja. Budowa miała miejsce w latach 1992–1997. Do 13 stycznia 2019 r. świątynia należała do eparchii iwano-frankiwskiej Ukraińskiego Kościoła Prawosławnego Patriarchatu Moskiewskiego.
Wnętrze soboru zdobią polichromie autorstwa Iwana Hołoszyna z Tarnopola. Z wyposażenia wnętrza na uwagę zasługuje wysoki, wielorzędowy, pozłacany w dolnej części ikonostas.